# Giovanni Francesco Crivelli
Giovanni Francesco Crivelli (Venezia, 20 settembre 1691 – Venezia, 14 febbraio 1743) è stato un matematico e religioso italiano.
Il padre apparteneva all'ordine dei Segretari della Repubblica e faceva il diplomatico.

## Biografia
Il Crivelli fu somasco nel Convento della Salute, poi fu Padre provinciale dei Somaschi e rettore del Seminario di Murano. Pubblicò due opere didattiche: gli Elementi di aritmetica numerale e letterale (pubblicato a Venezia nel 1728) e gli Elementi di fisica (pubblicato sempre a Venezia nel 1731) che fu ampliato nel 1744. I suoi manoscritti andarono perduti.
Particolarmente importante il secondo libro per una serie di motivi. Si tratta di un libro didattico-divulgativo il cui primo volume tratta gli stessi argomenti oggetto di studi nelle classi di un attuale Liceo Scientifico (ad eccezione dei fenomeni elettro-magnetici, considerati allora poco più che fenomeni da baraccone). Il secondo tratta soprattutto di questioni astronomiche.
In questo libro vi è la piena accettazione della fisica di Galileo e di Newton con Galileo definito "il principe degli scienziati", vi è un riconoscimento dell'importanza della civiltà arabo-musulmana nella creazione del metodo scientifico. La spiegazione del modo di operare dello scienziato coincide praticamente con le posizioni del neopositivismo e del realismo scientifico. Anche lo stile è innovativo ed ancora attuale per l'utilizzo dell'italiano, per la citazione e precisa descrizione di moltissimi esperimenti compiuti anche al di fuori dell'Europa e per l'esposizione delle varie ipotesi degli scienziati su argomenti ancora oggetto di discussione. Vi è inoltre il riconoscimento dell'esistenza e della pari dignità della fisica teorica accanto a quella sperimentale; la fisica teorica in Italia fu riscoperta solo da Enrico Fermi due secoli dopo.
La sua opera ebbe fama europea, fu membro della Royal Society di Londra dal 1734 fino alla morte, ma dopo la sua morte fu presto dimenticata e solo recentemente è stata riscoperta.